# Ptychadena subpunctata
Ptychadena subpunctata és una espècie de granota que viu a Angola, Botswana, República Democràtica del Congo, Namíbia, Zàmbia i Zimbàbue.